# مودم

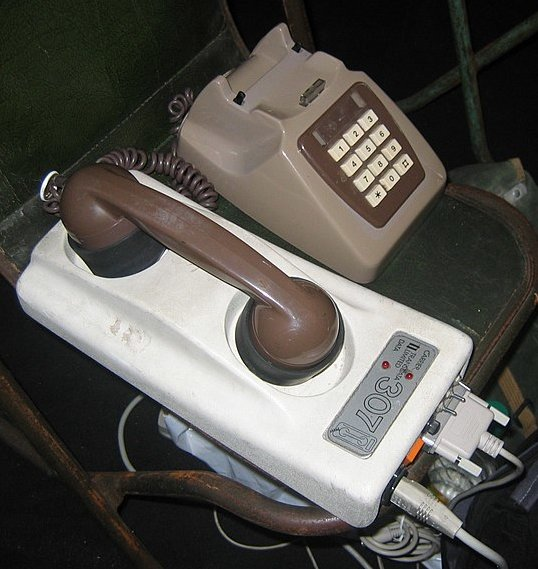
جهاز الهاتف تدعم نظام المودم

في اللغة العربية ظهرت في السنوات الأخيرة مقترحات لتعريب مصطلح "مودم" (modem) الذي يُطلق على الجهاز المسؤول عن تحويل الإشارات الرقمية إلى تناظرية وبالعكس لغايات الاتصال عبر الشبكات. ويُعدّ هذا المصطلح اختصارًا لعبارة modulator-demodulator أي "المُضمِّن/المُزِيل للتضمين". ضمن مقترحات التعريب الحديثة، طُرح مصطلح "مِضْرَاد" كبديل عربي أصيل للمصطلح الأجنبي، عبر مقاربة اشتقاقية تجمع بين الدقة الوظيفية والأصالة الصرفية. يعتمد هذا التعريب على دمج وظيفتي الجهاز: التضمين والتجريد (كبديل مبتكر لكلمة إزالة التضمين)، في صيغة مصدر مركبة هي "تَضْرِيد"، ثم اشتُق منها اسم آلة على وزن "مِفْعَال" لتكون النتيجة "مِضْرَاد". ويمتاز هذا الاقتراح بما يلي: التقيد بأوزان عربية مألوفة، مثل: مِفْتاح، مِقْصاد، مِحراث. اشتقاق جذر جديد "ضرد"، يُمكن أن يولّد ألفاظًا ومصطلحات إضافية متعلقة بنفس المجال. إيجاز لغوي ودقة وظيفية، إذ اختُصر مفهوم "modulator-demodulator" في كلمة واحدة ذات وزن صرفي سليم. تجنّب النقل الصوتي أو التعريب الحرفي، والاعتماد بدلًا من ذلك على آلية توليد مصطلحات من داخل النظام الاشتقاقي العربي. وقد اعتُبر هذا التعريب محاولة لتقديم بديل علمي منضبط يُسهم في سد فجوات المصطلحية العربية في ميدان الاتصالات وتقنية المعلومات، مع الحفاظ على ملامح البنية المعجمية العربية. أو المودم أو المُوضِم أو المِضشف (نحت من مضمن وكاشف) أو المضمن الكاشف ملحق حاسوبي يمكن من خلاله تبادل المعلومات مع حواسيب أخرى. منذ بدايات عصر الحاسوب، ظهرت حاجة مستخدميه إلى المشاركة وتبادل البيانات مع الحواسيب الأخرى، فبدأت بأبسط أشكال المشاركة عن طريق استخدام الأقراص والأشرطة الممغنطة، وكانت تعرف هذه التقنية بـ(Sneakernet)، ثم تم تطوير طرق المشاركة لتظهر لنا شبكات الحاسوب المختلفة، لتبدأ الرغبة في توسيع نطاق المشاركة ليطرح التساؤل: كيف نستطيع نقل البيانات من خلال شبكات الهاتف الموجودة حالياً ؟، فكانت المعضلة الأساسية هي: إن الحاسوب يتعامل مع الإشارات الرقمية، بينما شبكات الهاتف تتعامل مع الإشارات التماثلية ... فما هو الحل ؟
كان الحل باستخدام (المضمان)، الذي تكمن وظيفته بأنه يقوم باستقبال الإشارات الرقمية من الحاسوب ليقوم بتحويلها إلى إشارات تماثلية وتسمى هذه العملية بالتضمين، ثم تُنقل هذه الإشارات عبر خطوط الهاتف ليستقبلها مضمان آخر يقوم بتحويل هذه الإشارات التماثلية إلى رقمية مرة أخرى وتعرف هذه العملية بفك التضمين أو المضمنة (DEModulation)، ومن هنا جاءت تسمية MODEM، وكذلك الحال ينطبق على المضمان اللاسلكي أيضاً، ويكمن الاختلاف فقط بأن المضمان يقوم بتحويل هذه الإشارات الرقمية إلى إشارات كهرومغناطيسية تنتقل في الهواء..
والسرعة التي يقوم بها المضمان في نقل البيانات تُعرف بسرعة النقل أو معدل النقل، وتقاس هذه السرعة بوحدة Bits Per Second (bps)، ولتصبح الفكرة أكثر وضوحاً، لنفرض إننا نريد نقل صورة بحجم (2520000 Bit) بمضمان ينقل البيانات بسرعة 33.6 kbps.. إذاً ستنقل الصورة بعد 75 ثانية، بينما لو قمنا باستخدام مضمان ينقل البيانات بسرعة 56 kbps، ستنتقل الصورة بعد 45 ثانية فقط

## أنواع المضمانات
- المضمان الخارجي: صندوق خارجي يتصل بالحاسوب عن طريق بطاقة الشبكة أو منفذ الـUSB، ويتصل من الناحية الأخرى بمنفذ خط التلفون الموجود في المنزل، ويتميز المضمان الخارجي بوجود أضواء خارجية تُعبر عن حالة المضمان الآن (مقفل، متصل بالحاسوب،...)، ويتميز كذلك بأنه لا يستهلك طاقة من الحاسوب لأن لديه مقبساً خاصاً للاتصال بالكهرباء، وفي المقابل هو أغلى بكثير من المضمان الداخلي.

- المضمان الداخلي: بطاقات من نوع ISA، توجد بداخل الحاسوب بحيث تتصل معه عن طريق فتحات التوسعة وتحتوي على منفذ لخط التلفون ليتصل بها، وهي لا تحتوي على المميزات التي ذكرناها للمضمان الخارجي، ومما يعيبها أيضاً: إنها تُصدر حرارة داخل الجهاز، وقد تتعرض للتشويش بسبب القطع الإلكترونية الأخرى الموجودة داخل الحاسوب، ولكنه يميزه أنه رخيص السعر، ويعتبر مناسباً جداً عندما تريد استخدام المضمان لجهازك الشخصي فقط، بدون مشاركة أجهزة أخرى معك في نفس المضمان..

- بطاقة المضمان: بطاقة تشبه بطاقة الائتمان تستخدم في الحواسيب، بحيث تحتوي على منفذ يُدخل به تلك البطاقة التي تحتوي على منفذ لخط التلفون بحيث يتم الاتصال به.
- المضمان اللاسلكي: وهو المضمان الذي لا يستخدم الأسلاك، بحيث يقوم بإرسال واستقبال البيانات عن طريق الهواء بواسطة الموجات الكهرومغناطيسية، وهذا النوع من المضمانات من الممكن أن يكون عبارة عن أي نوع من المضمانات السالف ذكرها أعلاه.

## الإشارات
- الإشارة: هي دالة غالباً ما تكون مع الزمن – تحمل معلومات عن حالة أو سلوك نظام معين، فعلى سبيل المثال: عندما تتحدث، فأنت في الحقيقة تُطلق إشارات صوتية تحمل معلومات عن خصائص صوتك (النبرة،....)، ولملاحظة ذلك يمكنك تسجيل صوتك في أحد البرامج التي تعرض الإشارة الصوتية (cool edit مثلاً)، ثم تحدث بجملة وأجعل شخصاً أخر يتحدث بنفس الجملة، ستلاحظ إن هناك اختلافاً، ثم تحدث بصوت مرتفع عند الثانية الخامسة ستجد الإشارة ترتفع عند هذه الثانية.. وهكذا هو الحال مع جميع الإشارات الأخرى: الكهربائية، السمعية، الضوئية...
- الإشارات الرقمية: هي الإشارات التي تأخذ إحدى قيمتين فقط (0 volt، 5 volt).. أو كما يرمز لها (0، 1)، وهذه الإشارات هي التي يستطيع الحاسوب التعامل معها..
- الإشارات التماثلية: هي الإشارات التي تأخذ قيماً متغيرة مع الزمن (كالإشارات الصوتية التي تحدثنا عنها)، وهذه الإشارات هي التي توجد في الظواهر الفيزيائية من حولنا (الكهرباء، الضوء، الصوت،...) بعكس الإشارات الرقمية التي تم إيجادها بواسطة الإنسان...

تعتمد سرعة المضمان على :
- مدى سرعة استقبال وإرسال المعلومات وتقاس بالبت في الثانية.
- نوعية خطوط الهاتف المستخدمة في المنطقة.
- (ISDN).
- عملية ضغط الملفات المر سلة.
- نوعية الملفات المرسلة.

## مودم مستشعر للتردد
مودم يستخدم في بعض نظم الإرسال العاملة على نطاقات عريضة من الترددات، يمكنها تغيير التردد الذي يعمل عليه للتواصل مع محطات ذات ترددات عمل مختلفة .